# Arheološki lokalitet Hajdine zerne
Arheološki lokalitet Hajdine zerne je nalazište na lokaciji Radoboj, zaštićeno kulturno dobro.

## Opis dobra
Arheološki lokalitet „Hajdine zerne“ nalazi se na istočnom obronku središnjeg masiva Strahinjščice, u općini Radoboj. Slučajno je otkriven prilikom planinarenja 2012., a postojanje kulturnih slojeva potvrđeno je rekognosciranjem u travnju 2013. godine.
Brojni ulomci keramike i kućnog lijepa, pronađeni na površini nalazišta, kao i njegov geostrateški položaj, jasni su indikatori da se radi o prapovijesnoj visinskoj naseobini, tj. gradini koja se na osnovu tipološke klasifikacije nađene keramike, okvirno može datirati u razdoblje od kasnog brončanog doba do hallstatta/ranog latena.

## Zaštita
Pod oznakom Z-7523 zavedena je kao zaštićeno kulturno dobro, pravna statusa zaštićena kulturnog dobra, klasificirano kao "kopnena arheološka zona/nalazište".